# Rudki (Oborniki)
Rudki – dawna wieś i gromada, obecnie niestandaryzowana część miasta Oborniki. Położona jest w ekstremalnie północnej części miasta, nad Młynówką, w rejonie ulicy Oborniki-Rudki.

## Historia
Rudki to dawny obszar dworski. 1 sierpnia 1934 wszedł w skład nowo utworzonej zbiorowej gminy Oborniki-Północ w powiecie chodzieskim w województwie poznańskim. 27 września 1934 utworzył gromadę w gminie Oborniki-Północ.
Po wojnie zachował przynależność administracyjną. W związku z reformą administracyjną kraju jesienią 1954 całą gromadę Rudki włączono do Obornik.